# ERT World
ERT World est une chaîne de télévision publique grecque appartenant au groupe public Ellinikí Radiofonía Tileórasi (ERT). Créée en 1996, elle a pour mission de permettre aux Grecs vivant en dehors des frontières nationales de garder un lien avec leur pays. Elle base sa programmation sur une sélection de programmes produits par les principales chaînes de télévision publiques du pays, ERT1, ERT2 et ERT3.
Son signal est brutalement coupé le 11 juin 2013, à l'instar de toutes les chaînes de télévision du groupe ERT. Contrairement aux trois chaînes hertziennes, elle ne recommence pas à émettre le 11 juin 2015, mais un peu moins d'un an après, le 3 mai 2016.

## Histoire

Ancien logo.

La chaîne voit le jour en 1996, sous le nom de ERT International. Cette version satellitaire de la télévision grecque est alors reprise sur un transpondeur du satellite Eutelsat 2F2 (10° est), couvrant une grande partie de l'Europe, du Moyen-Orient et de l'Afrique du Nord. En 1998, devenue ERT Sat, elle rejoint le satellite Hot Bird, position phare du groupe Eutelsat (13° est), d'abord en analogique, puis en numérique. En 2003, elle est également reprise par le satellite « national » grec, Hellas Sat 2 (39° est). Au cours des années 2000, elle rejoint d'autres positions satellitaires, et commence à pouvoir être reçue dans d'autres parties du monde : en Afrique et en Asie via Apstar 2R (des paraboles de grande taille s'avérant nécessaires, du fait de la diffusion en bande C), en Océanie via Optus D2, et en Amérique du Nord via NSS 806. En 2006, ERT Sat devient ERT World, et modifie son identité visuelle (nouveau logo, nouvel habillage).
Le 11 juin 2013, la chaîne ainsi que l'ensemble des chaines du groupe ERT ont été coupées brutalement peu avant 23 h (heure locale). Si les chaînes hertziennes (ERT1, ERT2 et ERT3) reprennent leurs émissions deux ans plus tard le 11 juin 2015, il faut attendre presque un an supplémentaire pour que la version satellitaire de la télévision publique grecque recommence à émettre en clair sur le satellite Hot Bird le 3 mai 2016.

## Programmation
La grille des programmes de ERT World comprend de nombreuses émissions des chaînes publiques grecques, auxquelles viennent s'ajouter des productions propres, ciblant la « Ομογένεια » (diaspora grecque). La chaîne reprend ainsi des journaux télévisés de ERT1, des séries, du sport (Championnat de Grèce de basket-ball, notamment), des magazines, des variétés, des programmes éducatifs, des débats et des émissions religieuses (retransmission de la messe chaque dimanche). Jusqu'au milieu des années 2000, elle reprenait également quelques productions de RIK, la télévision chypriote (journal de RIK 1). Les émissions chypriotes sont désormais uniquement accessibles sur RIK Sat, la chaîne satellitaire chypriote. Il est à noter que, dans le courant des années 2000, ERT World diffusait des programmes originaires du groupe audiovisuel public français France Télévisions, notamment ceux de France 3, en version doublée en grec[réf. nécessaire].

## Canada
Au Canada, ERT World est une chaîne de télévision spécialisée de catégorie B appartenant à Odyssey Television Network (en) lancée en novembre 2001 et basée à Toronto, Ontario. Elle diffuse la programmation de ERT World ainsi que du contenu canadien produit par sa station-sœur, Odyssey.
Odyssey a obtenu une licence auprès du CRTC au mois de décembre 2000 et a été lancé sous le nom de Odyssey II en rediffusant la programmation de Mega TV. À l'été 2003, il y a eu une dispute entre Odyssey et les distributeurs nord-américains de Mega Cosmos, et sa programmation a été retirée. Peu de temps après, la chaîne diffusait la programmation de ERT Sat et a conséquemment été renommé ERT Sat Canada, puis ERT World Canada.